# Lijst van ministers van Oorlog van de Geconfedereerde Staten van Amerika
De Minister van Oorlog van de Geconfedereerde Staten van Amerika (Engels: Secretary of War of the Confederate States of America), was van 1861 tot 1865 het hoofd van het ministerie van Oorlog van de Geconfedereerde Staten van Amerika (CSA). Na de opheffing van de CSA in mei 1865 verdween het ambt van minister van Oorlog van de CSA.
| Nr.   | Minister van Oorlog Secretary of War | Minister van Oorlog Secretary of War | Minister van Oorlog Secretary of War             | Ambtstermijn      | Ambtstermijn      | Partij(en) | President                   | Kabinet |
| ----- | ------------------------------------ | ------------------------------------ | ------------------------------------------------ | ----------------- | ----------------- | ---------- | --------------------------- | ------- |
| 1     |                                      | LeRoy Pope Walker                    | Brigadier General LeRoy Pope Walker (1817–1884)  | 25 februari 1861  | 16 september 1861 | D          | Jefferson Davis (1861–1865) | Davis   |
| 2     |                                      | Judah Benjamin                       | Judah Benjamin (1811–1884)                       | 16 september 1861 | 24 maart 1862     | D          | Jefferson Davis (1861–1865) | Davis   |
| 3     |                                      | George Randolph                      | George Randolph (1818–1867)                      | 24 maart 1862     | 15 november 1862  | D          | Jefferson Davis (1861–1865) | Davis   |
| [ 3 ] |                                      | Gustavus Woodson Smith               | Major General Gustavus Woodson Smith (1821–1896) | 15 november 1862  | 21 november 1862  | O          | Jefferson Davis (1861–1865) | Davis   |
| 4     |                                      | James Seddon                         | James Seddon (1815–1880)                         | 21 november 1862  | 5 februari 1865   | D          | Jefferson Davis (1861–1865) | Davis   |
| 5     |                                      | John Breckinridge                    | Major General John Breckinridge (1821–1875)      | 5 februari 1865   | 10 mei 1865       | D          | Jefferson Davis (1861–1865) | Davis   |

## Verwijzingen
1. 1 2 3  Afgetreden
2. ↑  Afgetreden na benoeming tot minister van Buitenlandse Zaken
3. ↑  Waarnemend